# Skräckasjön
Skräckasjön är en sjö i Borlänge kommun och Säters kommun i Dalarna och ingår i Dalälvens huvudavrinningsområde. Sjön har en area på 0,555 kvadratkilometer och ligger 201,1 meter över havet. Sjön avvattnas av vattendraget Sågån.

## Delavrinningsområde
Skräckasjön ingår i det delavrinningsområde (669013-147465) som SMHI kallar för Mynnar i Lilla Ulvsjön. Medelhöjden är 222 meter över havet och ytan är 7,52 kvadratkilometer. Det finns ett avrinningsområde uppströms, och räknas det in blir den ackumulerade arean 23,85 kvadratkilometer. Sågån som avvattnar avrinningsområdet har biflödesordning 3, vilket innebär att vattnet flödar genom totalt 3 vattendrag innan det når havet efter 231 kilometer. Avrinningsområdet består mestadels av skog (83 procent). Avrinningsområdet har 0,55 kvadratkilometer vattenytor vilket ger det en sjöprocent på 7,3 procent.